# 코캉족
코캉족(果敢族, 果敢華人)은 미얀마 코캉 지역에 거주하는 중국계 민족이다.

## 분포
1997년에는 코강족이 최근 중화인민공화국 윈난성에서 이주한 한족과 함께 미얀마 화교 인구의 30~40%를 차지하는 것으로 추산되었다. 이들은 미얀마 인구의 약 0.1%를 차지한다.

## 역사
대부분의 코캉족은 18세기에 현재 미얀마의 샨주로 이주한 중국어 화자의 후손이다. 17세기 중반, 명나라 충성파와 함께 난징시에서 윈난성으로 도망친 후 미얀마 동부의 샨 주로 이주한 중국 군대인 양 씨족이 코캉이라는 봉건 국가를 형성했다. 1960년대부터 1989년까지 이 지역은 버마 공산당이 통치했고, 1989년 공산당이 해산된 후 미얀마의 특별 지역이 되었다.
미얀마 미얀마 민족민주동맹군(MNDAA)은 코캉 반군 단체이다. 2009년 8월 그들은 2009년 코캉 사건으로 알려진 논란의 여지가 있는 이해관계로 인해 부채질된 분쟁에서 따머도 군인들과 충돌했고, 2015년 코캉 공세 동안 추가 전투가 이어졌다.

## 같이 보기
- 중국계 미얀마인
- 코캉 자치구